# Préserville
Préserville é uma comuna francesa na região administrativa de Occitânia, no departamento de Alta Garona. Estende-se por uma área de 12,19 km². Em 2010 a comuna tinha 731 habitantes (densidade: 60 hab./km²).